# Давсоніт
Давсоніт – мінерал, гідроксилкарбонат натрію та алюмінію острівної будови.

## Загальний опис
Хімічна формула: 4[Na AlCO3(OH)2]. Містить (%): Na2О – 21,53; Al2О3 – 35,40; CO2 – 30,56; H2О – 12,51.
Сингонія ромбічна.
Густина 2,4.
Твердість 3.
Колір білий, безбарвний.
Блиск скляний. Прозорий.
Утворює тонкі кірочки та розетки від плосковитягнутих до голчастих кристалів.
Низькотемпературний гідротермальний мінерал.
Утворюється внаслідок руйнування силікатів.
Асоціює з кальцитом, доломітом, піритом, флюоритом, ґаленітом та кварцом.
Рідкісний.